# Saison 2020-2021 du Stade Malherbe Caen
Maillots
Chronologie
Saison précédente Saison suivante
La saison 2020-2021 du Stade Malherbe de Caen, club de football français, voit le club évoluer en Ligue 2. C'est la 30e saison du club normand à ce niveau.
Un an après son retour en Ligue 2, achevée par sur une décevante 13e place, le SMC est en grande difficulté financière. L'actionnaire Pierre-Antoine Capton est chargé de mener un nouveau projet pour le club. Après trois mois de tractation, les actionnaires historiques acceptent finalement de céder le club au fonds d'investissement américain Oaktree. Peu après, à la fin du mois d'aout, Olivier Pickeu, ancien joueur du club et ancien dirigeant du SCO Angers, est nommé président.
Malherbe, qui voit sa masse salariale encadrée par la DNCG au mois de juin, est dans un premier temps inactif sur le marché des transferts. En l'absence de recrue, Pascal Dupraz prépare sa saison en intégrant de nombreux jeunes issus du centre de formation. À l'issue du rachat du club au mois de septembre, le SMC enregistre deux renforts majeurs avec les arrivées de Yoann Court et Alexandre Mendy.
Malgré un bon début de championnat qui voit les Caennais obtenir des victoires avec beaucoup de réussite, la suite de la saison est un véritable cauchemar. Incapable de produire du jeu et d'obtenir des occasions, le SMC s'enfonce au classement jusqu'à lutter pour sa survie en Ligue 2. L'équipe ne remporte qu'un seul match entre la 17e et la 37e journée. Malherbe sauve sa place in extremis lors de la dernière journée en battant le Clermont Foot (2-1), grâce à un pénalty transformé par Benjamin Jeannot dans les toutes dernières secondes de jeu.

## Historique

### Avant-saison

#### Les finances du club en danger (mai-juin 2020)
Malherbe n'a pas su rebondir après la descente en Ligue 2 à l'issue de la saison 2018-2019. L'équipe sort d'une saison quelconque, amputée des dix dernières journées de championnat en raison de la Pandémie de Covid-19 en France. Au-delà de la 13e place finale, le club est en proie à des problèmes financiers. Avec 37 joueurs sous contrat professionnel, le club est écrasé sous le poids de sa masse salariale. L'objectif premier des dirigeants est de dégraisser au maximum l'effectif, mais cela reste insuffisant. Pour redevenir compétitif et prétendre à un retour en Ligue 1 à moyen terme, le club doit trouver des fonds et ainsi bâtir un nouveau projet sportif ambitieux. L'entrepreneur Pierre-Antoine Capton, l'un des actionnaires principaux du SMC et patron du groupe Mediawan, se met alors en quête de nouveaux investisseurs.
C'est dans ces conditions précaires que le club se présente devant la direction nationale du contrôle de gestion. Le 25 juin, la DNCG accorde un sursis d'une semaine au SMC afin d'apporter des garanties financières. Le 2 juillet, l'instance renouvelle sa décision et donne de nouveau une semaine au club pour présenter son projet de reprise. Les actionnaires injectent alors 1,5M€ sur le compte courant du club pour prouver leur bonne foi. Finalement, le 7 juillet, la DNCG annonce l'encadrement de la masse salariale du SM Caen. Le président Fabrice Clément se dit déçu de la décision, précisant que le club avait selon-lui apporté toutes les garanties nécessaires pour ne pas être sanctionné.

#### Rachat par un fonds d'investissement américain (juillet-août 2020)
Le 3 juillet, la presse révèle que le fonds d'investissement américain Oaktree est en négociation pour entrer au capital du SM Caen. Fin juillet, les premiers contours du nouveau projet sont dévoilés. Olivier Pickeu, ancien directeur général du SCO Angers, est annoncé dans un futur rôle de patron du secteur sportif. Le 19 août, Fabrice Clément annonce qu'il ne sera plus président du SM Caen dans les jours à venir, sur décision de Pierre-Antoine Capton.
Après de longues semaines de négociations, les actionnaires du club finalisent fin août la vente de leur actions à Oaktree. D'abord les actionnaires principaux du SMC 10 qui détiennent 80% du capital, puis les petits actionnaires du SMC 50, qui votent à l'unanimité la vente des 20% restants du club lors d'une assemblée générale le 24 août.
Le 29 août, le conseil de surveillance confirme la vente du club et l'intronisation d'Olivier Pickeu comme président exécutif. Le 14 septembre, Le conseil municipal de la ville de Caen vote définitivement la vente du SMC.

#### Mercato
Malherbe accueille son premier renfort le 17 août seulement. Le milieu de terrain Aliou Traoré, évoluant avec la réserve de Manchester United, est ainsi prêté par les Red Devils.
Le 18 septembre, le milieu de terrain Yoann Court, en fin de contrat à Brest, s'engage pour deux saisons. Quelques jours plus tard, l'attaquant bordelais Alexandre Mendy s'engage pour quatre ans.
Le 2 octobre, le jeune gardien Garissone Innocent est prêté avec option d'achat par le Paris Saint-Germain. Le 3 octobre, le jeune défenseur russe Vladislav Molchan, formé au Zénith Saint-Pétersbourg, signe à son tour pour quatre saisons. Le dernier jour du mercato voit l'arrivée d'un ultime renfort, l'attaquant de l'US Boulogne Steve Shamal s'engage pour trois saisons, il arrive cependant blessé et ne peut pas jouer avant 2021. Le club arrive à encore dégraisser l'effectif dans les dernières heures. Herman Moussaki et Brice Tutu sont ainsi prêtés.
| Nom                | Nationalité                      | Transfert (montant)        | Provenance/Destination  | Division         |
| Arrivées           | Arrivées                         | Arrivées                   | Arrivées                | Arrivées         |
| ------------------ | -------------------------------- | -------------------------- | ----------------------- | ---------------- |
| Yacine Bammou      | Maroc                            | Retour de prêt             | Alanyaspor              | Süper Lig        |
| Aliou Traoré       | France                           | Prêt                       | Manchester United U23   | Premier League 2 |
| Yoann Court        | France                           | Libre                      | Stade brestois 29       | Ligue 1          |
| Alexandre Mendy    | France                           | Transfert                  | Girondins de Bordeaux   | Ligue 1          |
| Garissone Innocent | France                           | Prêt (avec option d'achat) | Paris Saint-Germain     | Ligue 1          |
| Vladislav Molchan  | Russie                           | Transfert (10 K€)          | FK Ienisseï Krasnoïarsk | FNL              |
| Steve Shamal       | France                           | Transfert                  | US Boulogne CO          | National         |
| Départs            |                                  |                            |                         |                  |
| Pape Djibril Diaw  | Sénégal                          | Retour de prêt             | Angers SCO              | Ligue 1          |
| Jordan Tell        | France                           | Retour de prêt             | Stade rennais           | Ligue 1          |
| Jan Repas          | Slovénie                         | Transfert                  | NK Maribor              | Prva liga        |
| Malik Tchokounté   | France                           | Transfert                  | USL Dunkerque           | Ligue 2          |
| Timo Stavitski     | Finlande                         | Prêt sans OA               | MVV Maastricht          | Eerste Divisie   |
| Durel Avounou      | République du Congo              | Fin de contrat             | Le Mans FC              | National         |
| Arnold Isako       | République démocratique du Congo | Contrat résilié            | CD Cova Piedade         | Segunda Liga     |
| Erwin Zelazny      | France                           | Contrat résilié            |                         |                  |
| Jad Mouaddib       | France                           | Fin de contrat             |                         |                  |
| Younn Zahary       | France / Comores                 | Prêt                       | Pau FC                  | Ligue 2          |
| Evens Joseph       | France                           | Prêt avec OA               | US Boulogne CO          | National         |
| Brice Tutu         | France                           | Prêt                       | AS Beauvais             | National 2       |
| Herman Moussaki    | France                           | Prêt                       | US Boulogne CO          | National         |

### Récit de la phase aller
Les joueurs caennais démarrent fort la saison avec deux victoires et deux matchs nuls sans encaisser le moindre but lors des quatre premières journées. Le SMC alterne ensuite revers et succès durant deux mois. Les victoires sont souvent obtenues dans les dernières minutes à la suite de rencontres âpres et difficiles, comme face à Guingamp (1-0) grâce à un but de Deminguet à la 91e minute puis contre Nancy (2-1), où Gioacchini marque dans les dernières secondes (94e minute). Les malherbistes remportent ensuite le derby au Havre (1-2). Menés au score à la mi-temps, les Caennais marquent deux buts en seconde période dont un pénalty controversé. À la suite du match, l'entraineur du HAC Paul Le Guen reproche à l'arbitre internationale Stéphanie Frappart de s'être trompée.
Malherbe marque ensuite le pas et ne gagne plus lors des quatre matchs suivants. Souvent dominés dans le jeu, les joueurs caennais parviennent malgré tout à obtenir trois fois le point du match nul grâce à une défense relativement solide et une attaque qui concrétise ses très rares occasions.
Le SMC retrouve la victoire à Dunkerque lors du match suivant (2-3). Lors de la rencontre, l'ancien entraineur caennais Fabien Mercadal se fait expulser. L'équipe ne confirme pas son renouveau offensif la semaine suivante et sombre totalement à domicile face à Sochaux (1-4).

### Mercato d'hiver
Le mercato hivernal est très calme, Caen n'enregistrant qu'une arrivée, celle du gardien Yannis Clementia, ancien portier de l'OGC Nice, dans le cadre des blessures consécutives de Rémy Riou et de Garissone Innocent. Il s'engage libre, le 3 février 2021, jusqu'à la fin de la saison.
Du côté des départs, Godson Kyeremeh, qui n'a disputé que onze minutes de jeu contre Guingamp en Coupe de France (victoire 3-1), rejoint le FC Annecy en prêt jusqu'à la fin de la saison.
| Nom              | Nationalité | Transfert (montant) | Provenance/Destination | Division |
| Arrivées         | Arrivées    | Arrivées            | Arrivées               | Arrivées |
| ---------------- | ----------- | ------------------- | ---------------------- | -------- |
| Yannis Clementia | France      | Libre               | OGC Nice               | Ligue 1  |
| Départs          |             |                     |                        |          |
| Godson Kyeremeh  | France      | Prêt                | FC Annecy              | National |

### Récit de la phase retour
Dès le début de la phase retour, le Stade Malherbe s'enfonce dans une spirale infernale, ne réussissant à glaner que trois points sur les six premiers matchs. Alors que Caen ne réussit pas à battre Toulouse, en ayant pourtant mené 2-0 dès la vingtième minute, les rouges et bleus manquent l'occasion de rattraper l'écart qui les sépare de la tête du classement. Trois défaites consécutives, contre Ajaccio, Rodez et Chambly, éloignent encore plus les Malherbistes d'une éventuelle montée à l'issue de la saison.
Pourtant, parallèlement à ce début de phase retour difficile en championnat, le Stade Malherbe se qualifie contre Guingamp dans le cadre du huitième tour de la Coupe de France, qui oppose cette année les vingt équipes de Ligue 2. En battant les Guingampais 3-1 au Stade du Roudourou, les Malherbistes s'offrent une place pour un match de gala contre le Paris Saint-Germain, champion de Ligue 1 en titre, qu'ils reçoivent le 10 février 2021 à d'Ornano dans le cadre des 32ème de finale de la Coupe. Malgré un match solide des Caennais, le Paris Saint-Germain s'impose 1-0 grâce à un but de Moise Kean, dans une rencontre marquée par la blessure de la star parisienne Neymar après un contact avec le défenseur Steeve Yago. Ce dernier reçoit alors de nombreuses insultes, dont certaines à caractère raciste.
Le SMC se relance le samedi suivant en championnat avec une victoire 1-0 contre Niort grâce à un but de son défenseur Anthony Weber. Suit une série de cinq matches sans victoire, qui plonge le club au bord de l'implosion et le rapproche dangereusement de la zone rouge. C'est dans ce climat que le 23 mars 2021, le club publie un communiqué annonçant le licenciement de son entraîneur Pascal Dupraz. Celui-ci est remplacé par Fabrice Vandeputte, accompagné par l'ex-défenseur malherbiste Cédric Hengebart, qui est nommé au poste d'adjoint.
Le 3 avril, Vandeputte dirige son premier match à la tête du groupe professionnel à l'occasion de la réception de Pau (1-1). Mais le SMC ne renoue pas pour autant avec la victoire, et ne prend que trois points sur dix-huit possibles. À trois journées de la fin de la saison, Caen est barragiste, à deux points du premier non-relégable, Dunkerque. Lors de la dernière journée de championnat, et après un match rocambolesque, Caen s'impose in extremis contre Clermont (2-1) et assure ainsi son maintien en Ligue 2.

## Joueurs et club

### Effectif professionnel 2020-2021
Seuls apparaissent dans le tableau les membres du groupe professionnel et les joueurs ayant été au moins convoqué une fois dans le groupe professionnel lors d'un match de championnat pendant la saison.
| #  | Nom                         | Poste | Matchs | Buts |
| -- | --------------------------- | ----- | ------ | ---- |
| 1  | Garissone Innocent          | G     | 3      | 0    |
| 16 | Yannis Clementia            | G     | 0      | 0    |
| 16 | Thomas Callens              | G     | 0      | 0    |
| 30 | Rémy Riou                   | G     | 24     | 0    |
| 40 | Sullivan Péan (en)          | G     | 13     | 0    |
| 50 | Yassine Gueddar             | G     | 0      | 0    |
| 3  | Yoël Armougom               | D     | 25     | 0    |
| 4  | Jason Ngouabi Lougagui (en) | D     | 2      | 0    |
| 5  | Vladislav Molchan (en)      | D     | 0      | 0    |
| 18 | Jonathan Rivierez           | D     | 32     | 0    |
| 20 | Steeve Yago                 | D     | 25     | 0    |
| 22 | Adama Mbengue               | D     | 4      | 0    |
| 24 | Hugo Vandermersch           | D     | 33     | 0    |
| 28 | Anthony Weber               | D     | 27     | 1    |
| 31 | Corentin Cal                | D     | 0      | 0    |
| 32 | Aloys Fouda (en)            | D     | 5      | 0    |
| 37 | Brahim Traoré               | D     | 6      | 0    |
| 2  | Loup Hervieu (en)           | M     | 6      | 0    |
| 6  | Prince Oniangué             | M     | 33     | 2    |
| 8  | Jessy Deminguet             | M     | 35     | 5    |
| 12 | Johann Lepenant             | M     | 21     | 0    |
| 13 | Yoann Court                 | M     | 29     | 3    |
| 15 | Aliou Traoré (en)           | M     | 21     | 0    |
| 17 | Anthony Gonçalves           | M     | 26     | 0    |
| 26 | Alexis Beka Beka            | M     | 27     | 1    |
| 27 | Azzeddine Toufiqui (en)     | M     | 3      | 0    |
| 29 | Jessy Pi                    | M     | 30     | 0    |
| 33 | Zeidane Inoussa             | M     | 4      | 0    |
| 33 | Ilyes Najim (en)            | M     | 2      | 0    |
| 7  | Nicholas Gioacchini         | A     | 32     | 5    |
| 9  | Benjamin Jeannot            | A     | 33     | 4    |
| 10 | Yacine Bammou               | A     | 19     | 6    |
| 11 | Santy Ngom                  | A     | 0      | 0    |
| 14 | Caleb Zady Sery             | A     | 25     | 1    |
| 19 | Alexandre Mendy             | A     | 32     | 5    |
| 21 | Kélian Nsona                | A     | 30     | 2    |
| 23 | Steve Shamal                | A     | 0      | 0    |
| 25 | Godson Kyeremeh             | A     | 1      | 0    |
| 34 | Andreas Hountondji (en)     | A     | 6      | 1    |
| 35 | Kévin Mbala (en)            | A     | 4      | 0    |

### Sponsors et équipementier
Umbro, sous contrat jusqu'en juin 2022 avec le club, entame sa cinquième saison comme équipementier. Isigny-Sainte-Mère ainsi que Biostime restent les sponsors principaux sur le maillot domicile. La société Saint James devient sponsor principal du maillot extérieur ainsi que du maillot third.

## Les rencontres de la saison

### Championnat de Ligue 2
Le championnat débute le 22 août 2020 et se termine le 15 mai 2021.
| Date                      | Heure | Journée | Adversaire        | Lieu | Résultat | Buteurs pour le SM Caen                   | Points | Class. | Affluence     | Averti                                            | Carton rouge |
| ------------------------- | ----- | ------- | ----------------- | ---- | -------- | ----------------------------------------- | ------ | ------ | ------------- | ------------------------------------------------- | ------------ |
| Samedi 22 août 2020       | 19h00 | 1       | Clermont          | Ext. | 0-0      |                                           | 1      | 11e    | 2 634         |                                                   |              |
| Samedi 29 août 2020       | 15h00 | 2       | AC Ajaccio        | Dom. | 1-0      | Bammou 17e (pen.)                         | 4      | 6e     | 4 671         |                                                   |              |
| Samedi 19 septembre 2020  | 19h00 | 3       | Rodez             | Ext. | 0-3      | Gioacchini 42e, Bammou 67e, Deminguet 89e | 7      | 2e     | 2 346         | Bammou, Weber, Jeannot                            |              |
| Samedi 19 septembre 2020  | 19h00 | 4       | FC Chambly        | Dom. | 0-0      |                                           | 8      | 4e     | 5 593         | Deminguet, Gonçalves, Weber                       | Bammou       |
| Samedi 26 septembre 2020  | 19h00 | 5       | VAFC              | Ext. | 1-0      |                                           | 8      | 8e     | 4 180         | Deminguet, Gonçalves                              |              |
| Samedi 3 octobre 2020     | 15h00 | 6       | Amiens SC         | Dom. | 1-0      | Gioacchini 43e                            | 11     | 4e     | 5 843         | Vandermersch                                      |              |
| Samedi 17 octobre 2020    | 19h00 | 7       | Niort             | Ext. | 3-0      |                                           | 11     | 7e     | 2 256         |                                                   |              |
| Samedi 24 octobre 2020    | 15h00 | 8       | EA Guingamp       | Dom. | 1-0      | Deminguet 90+1e                           | 14     | 3e     | 1 000         | Court, Beka Beka                                  |              |
| Samedi 31 octobre 2020    | 15h00 | 9       | Paris FC          | Ext. | 3-1      | Bammou 12e                                | 14     | 8e     | 0 (huis clos) | Oniangué, Nsona, Pi, Mendy, Beka Beka             | Rivierez     |
| Samedi 7 novembre 2020    | 19h00 | 10      | AS Nancy-Lorraine | Dom. | 2-1      | Coulibaly 30e (csc), Gioacchini 90+4e     | 17     | 4e     | 0 (huis clos) | Pi, Traoré, Beka Beka, Bammou                     | Weber        |
| Samedi 21 novembre 2020   | 15h00 | 11      | Havre AC          | Ext. | 1-2      | Court 76e, Bammou 86e (pen.)              | 20     | 3e     | 0 (huis clos) | Vandermersch, Mendy, Armougom                     |              |
| Samedi 28 novembre 2020   | 19h00 | 12      | LB Châteauroux    | Dom. | 1-1      | Bammou 74e (pen.)                         | 21     | 4e     | 0 (huis clos) | Rivierez                                          |              |
| Mardi 1er décembre 2020   | 19h00 | 13      | Pau FC            | Ext. | 1-0      |                                           | 21     | 6e     | 0 (huis clos) | Beka Beka                                         |              |
| Samedi 5 décembre 2020    | 19h00 | 14      | Grenoble          | Dom. | 1-1      | Court 76e (pen.)                          | 22     | 7e     | 0 (huis clos) | Gonçalves, Mendy, Vandermersch                    |              |
| Samedi 12 décembre 2020   | 15h00 | 15      | ESTAC Troyes      | Dom. | 0-0      |                                           | 23     | 7e     | 0 (huis clos) | Armougom                                          |              |
| Vendredi 18 décembre 2020 | 20h00 | 16      | USL Dunkerque     | Ext. | 2-3      | Court 18e, Gioacchini 45e, Nsona 74e      | 26     | 7e     | 0 (huis clos) | Beka Beka, Yago                                   |              |
| Mardi 22 décembre 2020    | 20h00 | 17      | FC Sochaux        | Dom. | 1-4      | Beka Beka 7e                              | 26     | 7e     | 0 (huis clos) | Beka Beka, Oniangué, Weber, Deminguet             |              |
| Mardi 5 janvier 2021      | 20h00 | 18      | AJ Auxerre        | Ext. | 1-1      | Jeannot 81e                               | 27     | 8e     | 0 (huis clos) | Vandermersch                                      |              |
| Lundi 11 janvier 2021     | 20h45 | 19      | Toulouse FC       | Dom. | 2-2      | Nsona 10e, Mendy 18e                      | 28     | 8e     | 0 (huis clos) | Mendy, Court                                      |              |
| Samedi 16 janvier 2021    | 19h00 | 20      | AC Ajaccio        | Ext. | 1-0      |                                           | 28     | 9e     | 0 (huis clos) | Gioacchini                                        |              |
| Samedi 23 janvier 2021    | 19h00 | 21      | Rodez             | Dom. | 1-2      | Mendy 27e (pen.)                          | 28     | 10e    | 0 (huis clos) | Deminguet, Rivierez                               |              |
| Samedi 30 janvier 2021    | 19h00 | 22      | FC Chambly        | Ext. | 4-2      | Sery 2e, Deminguet 90+2e                  | 28     | 11e    | 0 (huis clos) |                                                   | Gioacchini   |
| Mardi 2 février 2021      | 20h00 | 23      | VAFC              | Dom. | 1-1      | Bammou 52e (pen.)                         | 29     | 11e    | 0 (huis clos) | Deminguet                                         |              |
| Vendredi 5 février 2021   | 20h00 | 24      | Amiens SC         | Ext. | 0-0      |                                           | 30     | 11e    | 0 (huis clos) | Rivierez, Mbengue, Beka Beka                      |              |
| Samedi 13 février 2021    | 19h00 | 25      | Niort             | Dom. | 1-0      | Weber 73e                                 | 33     | 8e     | 0 (huis clos) | Vandermersch, Court                               |              |
| Lundi 22 février 2021     | 20h45 | 26      | EA Guingamp       | Ext. | 2-2      | Oniangué 26e, Mendy 55e                   | 34     | 8e     | 0 (huis clos) | Gioacchini                                        |              |
| Samedi 27 février 2021    | 19h00 | 27      | Paris FC          | Dom. | 0-2      |                                           | 34     | 9e     | 0 (huis clos) | Gioacchini, Vandermersch                          |              |
| Mardi 2 mars 2021         | 20h00 | 28      | AS Nancy-Lorraine | Ext. | 1-0      |                                           | 34     | 12e    | 0 (huis clos) | Vandermersch, Gonçalves, Armougom                 |              |
| Lundi 13 mars 2021        | 20h45 | 29      | Havre AC          | Dom. | 0-2      |                                           | 34     | 14e    | 0 (huis clos) | Rivierez, Weber                                   |              |
| Samedi 20 mars 2021       | 20h00 | 30      | LB Châteauroux    | Ext. | 2-2      | Jeannot 3e, 27e                           | 35     | 14e    | 0 (huis clos) | Gioacchini, Beka Beka, Gonçalves, Mendy, Lepenant |              |
| Samedi 3 avril 2021       | 20h00 | 31      | Pau FC            | Dom. | 1-1      | Mendy 38e                                 | 36     | 15e    | 0 (huis clos) |                                                   |              |
| Samedi 10 avril 2021      | 20h00 | 32      | Grenoble          | Ext. | 3-1      | Hountondji 70e                            | 36     | 15e    | 0 (huis clos) | Rivierez, Deminguet                               |              |
| Samedi 17 avril 2021      | 15h00 | 33      | ESTAC Troyes      | Ext. | 1-0      |                                           | 36     | 16e    | 0 (huis clos) | Weber                                             |              |
| Mardi 20 avril 2021       | 20h00 | 34      | USL Dunkerque     | Dom. | 1-1      | Deminguet 20e                             | 37     | 17e    | 0 (huis clos) | Court, Yago, Deminguet, Mbala, Hountondji         | Riou         |
| Samedi 24 avril 2021      | 20h00 | 35      | FC Sochaux        | Ext. | 1-0      |                                           | 37     | 17e    | 0 (huis clos) | Deminguet, Oniangué, Rivierez                     |              |
| Samedi 1er mai 2021       | 20h00 | 36      | AJ Auxerre        | Dom. | 0-0      |                                           | 38     | 18e    | 0 (huis clos) | Fouda, Deminguet, Traoré                          |              |
| Samedi 8 mai 2021         | 20h00 | 37      | Toulouse FC       | Ext. | 3-0      |                                           | 38     | 18e    | 0 (huis clos) | Weber, Mbala                                      | Yago         |
| Samedi 15 mai 2021        | 20h00 | 38      | Clermont          | Dom. | 2-1      | Oniangué 82e, Jeannot 90+2e (pen.)        | 41     | 17e    | 0 (huis clos) | Jeannot                                           | Hervieu      |

Extrait du classement de Ligue 2 2020-2021
| Rang | Équipe                  | Pts | J  | G  | N  | P  | Bp | Bc | Diff | Promotion, qualification ou relégation |
| ---- | ----------------------- | --- | -- | -- | -- | -- | -- | -- | ---- | -------------------------------------- |
| 15   | Rodez AF                | 43  | 38 | 8  | 19 | 11 | 38 | 44 | −6   |                                        |
| 16   | USL Dunkerque P         | 41  | 38 | 10 | 11 | 17 | 34 | 47 | −13  |                                        |
| 17   | SM Caen                 | 41  | 38 | 9  | 14 | 15 | 34 | 49 | −15  |                                        |
| 18   | Chamois niortais FC (O) | 41  | 38 | 9  | 14 | 15 | 34 | 58 | −24  | Participation au barrage de relégation |
| 19   | FC Chambly (R)          | 38  | 38 | 9  | 11 | 18 | 41 | 64 | −23  | Relégation en National                 |

### Coupe de France
Le format de l'édition 2020-2021 de la Coupe de France est modifié en raison de l'épidémie de Covid-19. Les matchs se déroulent tous à huis clos comme en championnat. Les 20 clubs de Ligue 2 entrent en compétition au 8e tour dans une voie réservée aux clubs de Ligue 1 (entrée en 1/32e de finale) et Ligue 2. Pour le tirage au sort du 8e tour, les clubs sont répartis en groupes régionaux et donne l'En Avant Guingamp à l'extérieur comme adversaire pour le Stade Malherbe. Le SMC s'impose 3-1 dans un match ou Guingamp aura frappé plusieurs fois sur les poteaux.
Au tour suivant, le Stade Malherbe joue à domicile face au tenant du titre, le Paris Saint-Germain. C'est logiquement que le PSG s'impose sur le score de 1-0.

| 8e tour               | (L2) EA Guingamp | 1 – 3   | Stade Malherbe Caen (L2)                                      | | |
| 20 janvier 2021 21h00 | M'Changama 90+4e | (0 – 1) | 45+1e Deminguet ( Pi) · 47e Gioacchini ( Jeannot) · 75e Mendy | Stade du Roudourou, Guingamp Spectateurs : 0 (huis clos) Diffuseur : Eurosport 2 Arbitrage : Romain Lissorgue | Stade du Roudourou, Guingamp Spectateurs : 0 (huis clos) Diffuseur : Eurosport 2 Arbitrage : Romain Lissorgue |
| 20 janvier 2021 21h00 | Sampaio 37e      |         |                                                               | Stade du Roudourou, Guingamp Spectateurs : 0 (huis clos) Diffuseur : Eurosport 2 Arbitrage : Romain Lissorgue | Stade du Roudourou, Guingamp Spectateurs : 0 (huis clos) Diffuseur : Eurosport 2 Arbitrage : Romain Lissorgue |

| 1/32 de finale        | (L2) Stade Malherbe Caen | 0 – 1   | Paris Saint-Germain (L1)  | | |
| 10 février 2021 21h05 |                          | (0 – 0) | 49e Kean ( Neymar Jr.)    | Stade Michel d'Ornano, Caen Spectateurs : 0 (huis clos) Diffuseur : Eurosport 2 Arbitrage : Mickaël Leleu | Stade Michel d'Ornano, Caen Spectateurs : 0 (huis clos) Diffuseur : Eurosport 2 Arbitrage : Mickaël Leleu |
| 10 février 2021 21h05 | Yago 40e · Beka Beka 55e |         | 31e Sarabia · 60e Paredes | Stade Michel d'Ornano, Caen Spectateurs : 0 (huis clos) Diffuseur : Eurosport 2 Arbitrage : Mickaël Leleu | Stade Michel d'Ornano, Caen Spectateurs : 0 (huis clos) Diffuseur : Eurosport 2 Arbitrage : Mickaël Leleu |

## Équipe réserve
L'équipe réserve est promue en National 2. Du fait de l'interruption des compétitions liées à l'épidémie de Covid en France, seuls neuf journées de championnat sont disputées. L'équipe pointe alors à la 4e place du classement.

## Statistiques

### Classements des buteurs et passeurs (toutes compétitions)
| Rang  | Joueur              | Ligue 2 | Coupe de France | Total |
| ----- | ------------------- | ------- | --------------- | ----- |
| 1     | Yacine Bammou       | 6       | 0               | 6     |
| 2     | Jessy Deminguet     | 4       | 1               | 5     |
| 2     | Nicholas Gioacchini | 4       | 1               | 5     |
| 2     | Alexandre Mendy     | 4       | 1               | 5     |
| 5     | Benjamin Jeannot    | 4       | 0               | 4     |
| 6     | Yoann Court         | 3       | 0               | 3     |
| 7     | Prince Oniangué     | 2       | 0               | 2     |
| 7     | Kélian Nsona        | 2       | 0               | 2     |
| 9     | Alexis Beka Beka    | 1       | 0               | 1     |
| 9     | Caleb Zady Sery     | 1       | 0               | 1     |
| 9     | Anthony Weber       | 1       | 0               | 1     |
| 9     | Andréas Hountondji  | 1       | 0               | 1     |
| C.S.C | 1 joueur            | 1       | 0               | 1     |
| TOTAL | TOTAL               | 34      | 3               | 37    |

| Rang  | Joueur              | Ligue 2 | Coupe de France | Total |
| ----- | ------------------- | ------- | --------------- | ----- |
| 1     | Jessy Deminguet     | 4       | 0               | 4     |
| 1     | Yoann Court         | 4       | 0               | 4     |
| 1     | Benjamin Jeannot    | 3       | 1               | 4     |
| 4     | Alexandre Mendy     | 2       | 0               | 2     |
| 4     | Jessy Pi            | 1       | 1               | 2     |
| 6     | Nicholas Gioacchini | 1       | 0               | 1     |
| 6     | Rémy Riou           | 1       | 0               | 1     |
| 6     | Caleb Zady Sery     | 1       | 0               | 1     |
| 6     | Anthony Gonçalves   | 1       | 0               | 1     |
| 6     | Hugo Vandermersch   | 1       | 0               | 1     |
| TOTAL | TOTAL               | 19      | 2               | 21    |

Statistiques mises a jour apres la 38e journée.